# Маяцька Надія Романівна

## Біографія
Народилася 26 лютого 1926 року. Артистка цирку, еквілібристка на мотоциклі. Заслужена артистка РРФСР (16.10.1972).
У 1950 році разом зі своїм чоловіком Петром Маяцьким створюють новий унікальний атракціон «Куля сміливості». Атракціон складався з демонстрації швидкої їзди мотоциклів і велосипедиста по горизонталі та вертикалі вісімками та мертвими петлями всередині кулі: у фіналі нижня частина кулі опускалася та залишалася відкритою в той час, коли артисти продовжували на шаленій швидкості їздити по верхній півсфері. Наприкінці номера гасло світло, але ризиковані трюки тривали, мотоцикли вивергали потік іскор у вигляді вогняного хвоста з феєрверка.
У 1952 році номер «Куля сміливості» відзначений 1-ю премією на Першому всесоюзному конкурсі циркового мистецтва. Від учасників номера вимагалася мужність, злагодженість у роботі, висока артистична майстерність. Номер «Шар сміливості» викликав у глядачів захоплені відгуки.
У 1956 році подружжя Маяцьких на манежі Харківського цирку створили та підготували Український цирковий колектив, з яким гастролювали майже усіма цирками Радянського союзу.
З 1966 року в атракціоні працювала донька — Марина Маяцька. У 1975 році через несправність апаратури сталося падіння кулі. Артистки отримали серйозні пошкодження, тому вони більш не могли працювати мотогонщиками.

## Нагороди
- Перша премія на Першому всесоюзному огляді циркових номерів за цирковий номер «Куля сміливості» (1952).
- Заслужена артистка РРФСР (1972).